# Koperverliezen
Koperverliezen of jouleverliezen zijn elektrische verliezen in een geleider ten gevolge van de weerstand van de geleider. Samen met ijzerverliezen zorgen ze voor een ongewenst energieverlies in elektrische machines, zoals motoren en transformatoren. Ondanks de naam treden koperverliezen ook op in andere geleidermaterialen dan koper, zoals aluminium.
Het vermogensverlies kan bepaald worden met:
{\displaystyle P_{\text{cu}}=I^{2}\cdot R}
Hierin is:
{\displaystyle P_{\text{cu}}} = koperverliezen in watt
{\displaystyle I} = stroom door de geleider in ampère
{\displaystyle R} = weerstand van de geleider in ohm
De weerstand van een geleider kan berekend worden met de wet van Pouillet:
{\displaystyle R={\frac {\rho \cdot l}{A}}}
De koperverliezen worden ook wel belastingsverliezen genoemd omdat ze (kwadratisch) afhankelijk zijn van de belasting.